# Taractichthys longipinnis
Espèce
Taractichthys longipinnis, la castagnole fauchoir, est un poisson de la famille des Bramidae qui vit dans l'est de l'Atlantique.
- Longueur : 1 m.